# Mosquée Podgradska
La mosquée Podgradska se trouve en Bosnie-Herzégovine, dans la ville et dans la municipalité de Stolac. Construite en 1732 et 1733, elle est inscrite sur la liste des monuments nationaux de Bosnie-Herzégovine et fait partie de l'« ensemble naturel et architectural de Stolac », proposé par le pays pour une inscription au patrimoine mondial de l'UNESCO.
La mosquée a été détruite en 1993, pendant la guerre de Bosnie-Herzégovine.